# Danglas
Danglas è una municipalità di quinta classe delle Filippine, situata nella provincia di Abra nella Regione Amministrativa Cordillera.
Daguioman è formata da 7 baranggay:
- Abaquid
- Cabaruan
- Caupasan (Pob.)
- Danglas
- Nagaparan
- Padangitan
- Pangal